# M'Baye Niang
M'Baye Hamady Niang (Meulan-en-Yvelines, 19 dicembre 1994) è un calciatore francese naturalizzato senegalese, attaccante svincolato.

## Biografia
Nato da genitori senegalesi, è cresciuto a Les Mureaux, nell'Yvelines, non lontano da Parigi.
Il 10 settembre 2012, mentre giocava nel Milan, venne fermato dalla Polizia Locale di Milano senza patente (all'epoca era ancora minorenne). Affermò di essere il compagno di squadra Bakaye Traoré e si fece consegnare i suoi documenti, anche se poi smentì il fatto di aver fornito false generalità, salvo successivamente scusarsi via Twitter con il club.
Il 24 febbraio 2014, a causa di un incidente stradale alla guida della sua Ferrari 458 Spider avvenuto a Domaine de Grammont, a Montpellier, è stato condannato a 18 mesi con la condizionale. Anche in quell'occasione aveva affermato di non essere alla guida dell'auto.

## Caratteristiche tecniche
Paragonato a Thierry Henry per le sue doti fisiche, è capace di abbinare ottime doti atletiche ad una grande tecnica sia come centravanti, sia come seconda punta e anche come esterno in un attacco a tre.
Nel 2012 viene inserito nella lista dei migliori calciatori nati dopo il 1991 stilata da Don Balón.

## Carriera

### Club

#### Inizi e Caen
Niang inizia la sua carriera da calciatore all'età di 7 anni, quando viene selezionato da una squadra locale, il Basse-Seine Les Mureaux. Dopo due anni passa ai dilettanti del Poissy.
(Philippe Tranchant, allenatore di Niang nelle giovanili del Caen)
Dopo quattro anni di militanza nella società gialloblu, Niang viene scelto dagli osservatori del Caen, Laurent Glaize e David Lasry, per far parte dell'organico giovanile della squadra francese. Pochi mesi dopo, all'età di 13 anni, dopo aver superato un provino (in cui ha messo a segno una tripletta) inizia la sua scalata verso la prima squadra. Infatti, dopo circa due anni, viene convocato per la selezione Under-19; viene poi promosso nella formazione riserve, il Caen 2, militante nella quarta divisione francese. Fa il suo debutto il 14 agosto 2010, in occasione dell'incontro pareggiato per 0-0 contro l'Avranches. Segna il suo primo gol, invece, nel pareggio casalingo per 1-1 contro il Moulinoise.
Dopo le convincenti prestazioni con la sezione riserve, Niang entra a far parte della prima squadra, firmando il 18 febbraio 2011 un contratto triennale fino al 30 giugno 2014.
Il 24 aprile 2011, all'età di 16 anni e 114 giorni, esordisce in Ligue 1 nel corso della partita pareggiata per 1-1 contro il Tolosa. Facendo ciò stabilisce un record di precocità nella storia del club francese. Il 7 maggio seguente, nel pareggio casalingo contro il Lens (sempre per 1-1), ha segnato il suo primo gol tra i professionisti, diventando così il più giovane marcatore della storia del massimo campionato francese dopo Laurent Roussey. In questa stagione totalizza 7 presenze, di cui 4 da titolare, e 3 reti, contribuendo alla salvezza della squadra.
Niang debutta nella stagione 2011-2012 il 13 agosto 2011, in occasione della vittoria esterna per 2-1 contro il Sochaux. Il 24 settembre seguente, invece, mette a segno la sua prima rete stagionale, nell'incontro vinto per 2-4 contro l'Évian. In totale, in questa annata, gioca 23 partite segnando 2 reti, non riuscendo però ad evitare la retrocessione in Ligue 2 del club francese.

#### Milan, i prestiti al Montpellier, al Genoa e il ritorno al Milan
Il 28 agosto 2012 si trasferisce a titolo definitivo al Milan; il calciatore francese sottoscrive quindi un contratto triennale fino al 30 giugno 2015 con la società rossonera e sceglie di indossare la maglia numero 19. Esordisce con il club milanese il 1º settembre seguente, in occasione della seconda giornata di campionato in casa del Bologna (1-3), subentrando nei minuti di recupero a Pazzini. Segna il primo gol con la maglia del Milan il 13 dicembre 2012, nel corso della sua prima partita a San Siro valevole per gli ottavi di finale di Coppa Italia e vinta per 3-0 contro la Reggina. Il 20 dicembre seguente il neo-maggiorenne calciatore francese prolunga il suo contratto con i rossoneri fino al 30 giugno 2017. Il 20 febbraio 2013 fa il suo esordio nelle competizioni UEFA per club, in occasione della partita casalinga valevole per gli ottavi di finale di Champions League vinta per 2-0 contro il Barcellona. Termina la sua prima stagione in rossonero con 20 presenze in campionato, 2 in Coppa Italia (con un gol) e 2 in Champions League, per un totale di 24 apparizioni.
Per la stagione 2013-2014 cambia numero di maglia, passando dal 19 al 78, che rappresenta il codice del dipartimento da cui proviene, Yvelines. A causa di un errore del direttore organizzativo del Milan Umberto Gandini, è rimasto escluso dalla lista UEFA per la fase finale della Champions League.
Nel dicembre 2013 Milan e Montpellier trovano l'accordo per il prestito di Niang alla squadra francese fino al termine della stagione 2013-2014. Il calciatore di origini senegalesi, che sceglie di indossare la maglia numero 9, debutta e segna il primo gol, dal dischetto, il 5 gennaio 2014, in occasione dell'incontro di Coppa di Francia vinto per 2-0 contro il Rodez. Con i francesi realizzerà altri 4 gol in campionato. A fine stagione non viene riscattato dal Montpellier e fa quindi ritorno al Milan.
Ritornato al Milan, fa il suo esordio stagionale alla prima di campionato dei rossoneri, il 31 agosto 2014, contro la Lazio a San Siro (3-1), ma successivamente viene impiegato molto poco dal nuovo allenatore Filippo Inzaghi.
Il 21 gennaio 2015 si trasferisce al Genoa con la formula del prestito. Fa il suo esordio in maglia rossoblù il 26 gennaio al San Paolo in occasione della sconfitta per 2-1 contro il Napoli, subentrando nel secondo tempo a Ioannis Fetfatzidis. Gioca la sua prima partita dal primo minuto il 31 gennaio in occasione del pareggio per 1-1 contro la Fiorentina, sostituito da Maxime Lestienne al 70º. Il 15 febbraio, durante la sfida con l'Hellas Verona (5-2), realizza una doppietta, siglando i suoi primi gol in Serie A. Il 29 aprile 2015 segna il gol del momentaneo 2-0 per la squadra rossoblù contro il Milan nella partita poi vinta 3-1, contribuendo così a riportare il Genoa ad una vittoria che contro i rossoneri al Meazza non arrivava dal 1958.
Il 30 giugno, scaduto il prestito al Genoa, torna al Milan e rinnova il suo contratto fino al 30 giugno 2019. Il 5 agosto 2015, durante un'amichevole con il Bayern Monaco, rimedia una frattura del quinto osso metatarsale del piede destro, che lo costringerà a uno stop di tre mesi. Torna titolare il 7 novembre, nella partita in casa contro l'Atalanta finita 0-0. Il 28 novembre 2015 mette a segno i suoi primi gol in rossonero in Serie A siglando una doppietta nel corso della partita Milan-Sampdoria, partita conclusasi sul 4-1. Quattro giorni dopo, nella sfida di Coppa Italia contro il Crotone, entrato nel corso del secondo tempo al posto di Suso, realizza il definitivo 3-1 al 115'. Chiude la stagione con 16 presenze, 5 gol e 5 assist in campionato e 5 presenze e 3 gol in Coppa Italia, risultando il miglior marcatore rossonero in questa competizione, in cui il Milan verrà fermato nella finale del 21 maggio contro la Juventus (1-0 per i bianconeri in gol ai supplementari con Álvaro Morata). L'annata di Niang viene comunque condizionata dall'infortunio del 29 febbraio 2016, in seguito ad un incidente stradale, che lo costringe a restare fuori dal campo di gioco per diversi mesi.
Nella seconda giornata del campionato 2016-2017, disputata allo stadio San Paolo contro il Napoli, realizza la sua prima rete stagionale e, contestualmente, colleziona la sua prima espulsione in Serie A, per doppia ammonizione.

#### Watford e Torino
Il 26 gennaio 2017, a causa di un rendimento altalenante e di screzi con l'allenatore Vincenzo Montella, passa al Watford con la formula del prestito con diritto di riscatto a favore del club inglese. A fine stagione non viene riscattato dal club inglese e fa ritorno al Milan.
Rientrato a Milano svolge tutta la preparazione estiva con i rossoneri giocando anche due partite di qualificazione per l'Europa League contro il Craiova restando in campo per tutti i 90 minuti senza mai segnare.
Il 31 agosto 2017 passa al Torino in prestito con obbligo di riscatto, fortemente voluto dall'allenatore granata Siniša Mihajlović. Complessivamente tra prestito e riscatto la società di Urbano Cairo ha speso 14 milioni di euro. Il 1 ottobre 2017 va a segno nella gara interna contro il Verona (terminata 2-2) siglando la sua prima rete in maglia granata. Al Toro rimane una sola stagione, caratterizzata da 29 presenze e 4 reti.

#### Rennes e prestito all'Al-Ahli
Il 31 agosto 2018 il Torino comunica di aver ceduto al Rennes, a titolo temporaneo con opzione di riscatto, il diritto alle prestazioni sportive del calciatore. Niang esordisce con la maglia del Rennes il 2 settembre 2018, nella vittoria interna contro il Bordeaux (2-0). Nel 2018-2019 colleziona 44 presenze e 14 gol tra campionato e coppe e il 30 maggio 2019 è riscattato definitivamente per 15 milioni di euro.
Il 7 febbraio 2021 viene ceduto in prestito all'Al-Ahli.

#### Bordeaux, Auxerre e Adana Demirspor
Terminato il prestito in terra saudita fa ritorno al Rennes. Non rientrando nei piani della squadra, il 24 settembre 2021 viene ceduto a titolo definitivo al Bordeaux.
Il 16 agosto 2022 firma un contratto annuale con opzione con l’Auxerre.
Il 9 agosto 2023 viene acquistato dall'Adana Demirspor, militante in prima serie turca. Chiude l'esperienza turca con 20 presenze e 8 reti.

#### Empoli
Il 31 gennaio 2024, Niang viene acquistato a titolo definitivo dall'Empoli, in Serie A, con cui firma un contratto valido fino al 30 giugno seguente, con opzione di rinnovo in base al numero di presenze. Esordisce il 9 febbraio, nella vittoria esterna per 1-3 sulla Salernitana in campionato: al suo debutto, risulta subito decisivo con un gol e un assist. Va a segno anche nella partita successiva contro la Fiorentina, pareggiata per 1-1. Il 26 maggio, nei minuti di recupero della partita contro la Roma, realizza la rete del definitivo 2-1, che consente all'Empoli di ottenere la salvezza nella massima serie. Dopo aver messo a referto sei gol e un assist in 14 partite con la squadra toscana, Niang lascia il club al termine della stessa stagione, non avendo raggiunto la soglia minima di presenze necessaria per il rinnovo automatico.

#### Wydad Casablanca e Sampdoria
Rimasto senza contratto, l'8 settembre 2024, si unisce al Wydad Casablanca, squadra di Botola 1 Pro, la massima serie del campionato marocchino.
Il 15 gennaio 2025 fa ritorno a Genova, ma questa volta si accasa alla Sampdoria. Due giorni dopo gioca per la prima volta in serie B entrando in campo nella ripresa della partita casalinga contro il Cesena, persa per 1-2. mentre l'8 febbraio segna la sua prima rete, decidendo col suo gol la partita casalinga contro il Modena. 

### Nazionale
Niang debutta con la nazionale Under-16 francese il 1º dicembre 2009, in occasione dell'amichevole contro i pari età del Belgio terminata sul punteggio di 4-1 per i giovani galletti. Due giorni dopo, sempre in una partita amichevole contro il Belgio, segna il suo primo gol con la maglia della nazionale giovanile francese, l'unico dell'1-0 finale. Il 4 gennaio 2010 viene inoltre convocato dal commissario tecnico Patrick Gonfalone per disputare l'Aegean Cup in Turchia. In questa competizione Niang gioca 4 incontri, segnando 2 reti contro Repubblica Ceca e Romania, coppa che vede proprio i francesi come vincitori.
Con l'Under-17 debutta il 24 agosto 2010, in occasione della partita amichevole vinta per 2-1 contro la Serbia allo Stadio Čika Dača di Kragujevac. Disputa inoltre tutte e 3 le partite di qualificazione all'europeo di categoria del 2011, non venendo però inserito dal CT Gonfalone nell'elenco dei convocati per la fase finale.
Il 25 agosto 2011 viene convocato per la prima volta dal commissario tecnico Erick Mombaerts in Under-21, in occasione delle qualificazioni all'europeo di categoria del 2013. Debutta con la massima nazionale giovanile francese nella prima partita contro la Lettonia del 2 settembre seguente a Riga, incontro in cui segna anche la rete del definitivo 3-0 con un tiro al volo di sinistro da fuori area.
Nell'intervallo tra le due partite valevoli per l'accesso all'europeo Under-21 del 2013 (l'andata dello spareggio con la Norvegia vinto in casa per 1-0; il ritorno perso per 5-3 in trasferta) Niang, insieme ad altri 4 compagni, lascia senza alcuna autorizzazione il ritiro della nazionale francese. Per questo episodio viene chiamato in causa dalla FFF, la federazione calcistica nazionale, che, dopo aver ascoltato le sue spiegazioni, l'8 novembre 2012 lo squalifica da qualsiasi tipo di nazionale (maggiore e/o giovanili) a partire dal 12 novembre dello stesso anno fino al 31 dicembre 2013. Di questa vicenda è vittima anche il CT Mombaerts, che viene esonerato per non aver punito i suoi cinque calciatori.
Il 1º agosto 2013 il CT della nazionale senegalese Alain Giresse annuncia che Niang ha accettato la convocazione della selezione africana, con il calciatore che compare anche nella lista ufficiale della Federazione calcistica del Senegal in vista del match amichevole contro lo Zambia del 14 agosto seguente. Il giorno dopo, però, il suo agente Mino Raiola smentisce il tutto, affermando che Niang non giocherà con la nazionale senegalese.
Il 21 settembre 2017 l'attaccante accetta la convocazione del Senegal. Debutta in nazionale il 7 ottobre seguente, nella partita valida per le qualificazioni al campionato del mondo 2018 giocata in trasferta e vinta 2-0 contro Capo Verde, entrando al 63º al posto di Papa Alioune Ndiaye. Viene quindi incluso nella rosa dei 23 per la fase finale della rassegna in Russia, dove esordisce da titolare nella prima partita del Senegal contro la Polonia in cui segna il suo primo gol in nazionale che è quello del provvisorio 2-0 (i senegalesi hanno vinto la sfida per 2-1). Il Senegal termina il girone a pari punti con il Giappone, ma viene eliminato a causa del maggior numero di ammonizioni ricevute rispetto ai nipponici (di cui 2 di Niang).

## Statistiche

### Presenze e reti nei club
Statistiche aggiornate al 13 maggio 2025.
| Stagione            | Squadra          | Campionato      | Campionato | Campionato | Coppe nazionali | Coppe nazionali | Coppe nazionali | Coppe continentali | Coppe continentali | Coppe continentali | Altre coppe | Altre coppe | Altre coppe | Totale | Totale |
| Stagione            | Squadra          | Comp            | Pres       | Reti       | Comp            | Pres            | Reti            | Comp               | Pres               | Reti               | Comp        | Pres        | Reti        | Pres   | Reti   |
| ------------------- | ---------------- | --------------- | ---------- | ---------- | --------------- | --------------- | --------------- | ------------------ | ------------------ | ------------------ | ----------- | ----------- | ----------- | ------ | ------ |
| 2010-2011           | Caen 2           | CFA             | 22         | 5          | -               | -               | -               | -                  | -                  | -                  | -           | -           | -           | 22     | 5      |
| 2010-2011           | Caen             | L1              | 7          | 3          | CF+CdL          | 0               | 0               | -                  | -                  | -                  | -           | -           | -           | 7      | 3      |
| 2011-2012           | Caen             | L1              | 23         | 2          | CF+CdL          | 0               | 0               | -                  | -                  | -                  | -           | -           | -           | 23     | 2      |
| Totale Caen         | Totale Caen      | Totale Caen     | 30         | 5          |                 | 0               | 0               |                    | -                  | -                  |             | -           | -           | 30     | 5      |
| 2012-2013           | Milan            | A               | 20         | 0          | CI              | 2               | 1               | UCL                | 2                  | 0                  | -           | -           | -           | 24     | 1      |
| 2013-gen. 2014      | Milan            | A               | 8          | 0          | CI              | 0               | 0               | UCL                | 1                  | 0                  | -           | -           | -           | 9      | 0      |
| gen.-giu. 2014      | Montpellier      | L1              | 19         | 4          | CF+CdL          | 3+0             | 1               | -                  | -                  | -                  | -           | -           | -           | 22     | 5      |
| 2014-gen. 2015      | Milan            | A               | 5          | 0          | CI              | 0               | 0               | -                  | -                  | -                  | -           | -           | -           | 5      | 0      |
| gen.-giu. 2015      | Genoa            | A               | 14         | 5          | CI              | 0               | 0               | -                  | -                  | -                  | -           | -           | -           | 14     | 5      |
| 2015-2016           | Milan            | A               | 16         | 5          | CI              | 5               | 3               | -                  | -                  | -                  | -           | -           | -           | 21     | 8      |
| 2016-gen. 2017      | Milan            | A               | 18         | 3          | CI              | 0               | 0               | -                  | -                  | -                  | SI          | 0           | 0           | 18     | 3      |
| gen.-giu. 2017      | Watford          | PL              | 16         | 2          | FACup+CdL       | 0               | 0               | -                  | -                  | -                  | -           | -           | -           | 16     | 2      |
| ago. 2017           | Milan            | A               | 0          | 0          | CI              | 0               | 0               | UEL                | 2                  | 0                  | -           | -           | -           | 2      | 0      |
| Totale Milan        | Totale Milan     | Totale Milan    | 67         | 8          |                 | 7               | 4               |                    | 5                  | 0                  |             | 0           | 0           | 79     | 12     |
| 2017-2018           | Torino           | A               | 26         | 4          | CI              | 3               | 0               | -                  | -                  | -                  | -           | -           | -           | 29     | 4      |
| 2018-2019           | Rennes           | L1              | 29         | 11         | CF+CdL          | 4+2             | 2+0             | UEL                | 9                  | 1                  | -           | -           | -           | 44     | 14     |
| 2019-2020           | Rennes           | L1              | 26         | 10         | CF+CdL          | 5+0             | 4               | UEL                | 5                  | 1                  | -           | -           | -           | 36     | 15     |
| 2020-feb. 2021      | Rennes           | L1              | 9          | 1          | CF              | 0               | 0               | UCL                | 3                  | 0                  | -           | -           | -           | 12     | 1      |
| Totale Rennes       | Totale Rennes    | Totale Rennes   | 64         | 22         |                 | 11              | 6               |                    | 17                 | 2                  |             | 0           | 0           | 92     | 30     |
| feb.-giu. 2021      | Al-Ahli          | SPL             | 5          | 0          | KCC             | 0               | 0               | ACL                | 0                  | 0                  |             | -           | -           | 5      | 0      |
| 2021-2022           | Bordeaux         | L1              | 22         | 3          | CF              | 1               | 4               | -                  | -                  | -                  | -           | -           | -           | 23     | 7      |
| 2022-2023           | Auxerre          | L1              | 30         | 6          | CF              | 2               | 1               | -                  | -                  | -                  | -           | -           | -           | 32     | 7      |
| 2023-gen. 2024      | Adana Demirspor  | SL              | 16         | 8          | TK              | 0               | 0               | UECL               | 4                  | 0                  | -           | -           | -           | 20     | 8      |
| gen.-giu. 2024      | Empoli           | A               | 14         | 6          | CI              | -               | -               | -                  | -                  | -                  | -           | -           | -           | 14     | 6      |
| set. 2024-gen. 2025 | Wydad Casablanca | B1              | 8          | 2          | CT+CE           | 0               | 0               | -                  | -                  | -                  | CmC         | -           | -           | 8      | 2      |
| gen.-giu. 2025      | Sampdoria        | B               | 16         | 3          | CI              | -               | -               | -                  | -                  | -                  | -           | -           | -           | 16     | 3      |
| Totale carriera     | Totale carriera  | Totale carriera | 368        | 82         |                 | 27              | 16              |                    | 26                 | 2                  |             | 0           | 0           | 422    | 101    |

### Cronologia presenze e reti in nazionale
| Cronologia completa delle presenze e delle reti in nazionale ― Senegal | Cronologia completa delle presenze e delle reti in nazionale ― Senegal | Cronologia completa delle presenze e delle reti in nazionale ― Senegal | Cronologia completa delle presenze e delle reti in nazionale ― Senegal | Cronologia completa delle presenze e delle reti in nazionale ― Senegal | Cronologia completa delle presenze e delle reti in nazionale ― Senegal | Cronologia completa delle presenze e delle reti in nazionale ― Senegal | Cronologia completa delle presenze e delle reti in nazionale ― Senegal |
| Data                                                                   | Città                                                                  | In casa                                                                | Risultato                                                              | Ospiti                                                                 | Competizione                                                           | Reti                                                                   | Note                                                                   |
| ---------------------------------------------------------------------- | ---------------------------------------------------------------------- | ---------------------------------------------------------------------- | ---------------------------------------------------------------------- | ---------------------------------------------------------------------- | ---------------------------------------------------------------------- | ---------------------------------------------------------------------- | ---------------------------------------------------------------------- |
| 7-10-2017                                                              | Praia                                                                  | Capo Verde                                                             | 0 – 2                                                                  | Senegal                                                                | Qual. Mondiali 2018                                                    | -                                                                      | 63’                                                                    |
| 10-11-2017                                                             | Polokwane                                                              | Sudafrica                                                              | 0 – 2                                                                  | Senegal                                                                | Qual. Mondiali 2018                                                    | -                                                                      | 90+3’                                                                  |
| 14-11-2017                                                             | Dakar                                                                  | Senegal                                                                | 2 – 1                                                                  | Sudafrica                                                              | Qual. Mondiali 2018                                                    | -                                                                      | 73’                                                                    |
| 27-3-2018                                                              | Le Havre                                                               | Bosnia ed Erzegovina                                                   | 0 – 0                                                                  | Senegal                                                                | Amichevole                                                             | -                                                                      | 66’                                                                    |
| 31-5-2018                                                              | Lussemburgo                                                            | Lussemburgo                                                            | 0 – 0                                                                  | Senegal                                                                | Amichevole                                                             | -                                                                      | 90’                                                                    |
| 8-6-2018                                                               | Osijek                                                                 | Croazia                                                                | 2 – 1                                                                  | Senegal                                                                | Amichevole                                                             | -                                                                      | 65’                                                                    |
| 11-6-2018                                                              | Grödig                                                                 | Senegal                                                                | 2 – 0                                                                  | Corea del Sud                                                          | Amichevole                                                             | -                                                                      | 63’                                                                    |
| 19-6-2018                                                              | Mosca                                                                  | Polonia                                                                | 1 – 2                                                                  | Senegal                                                                | Mondiali 2018 - 1º turno                                               | 1                                                                      | 75’                                                                    |
| 24-6-2018                                                              | Ekaterinburg                                                           | Senegal                                                                | 2 – 2                                                                  | Giappone                                                               | Mondiali 2018 - 1º turno                                               | -                                                                      | 59’ 86’                                                                |
| 28-6-2018                                                              | Samara                                                                 | Senegal                                                                | 0 – 1                                                                  | Colombia                                                               | Mondiali 2018 - 1º turno                                               | -                                                                      | 51’ 86’                                                                |
| 13-10-2018                                                             | Dakar                                                                  | Senegal                                                                | 3 – 0                                                                  | Sudan                                                                  | Qual. Coppa d'Africa 2019                                              | 1                                                                      | 61’                                                                    |
| 16-10-2018                                                             | Khartum                                                                | Sudan                                                                  | 0 – 1                                                                  | Senegal                                                                | Qual. Coppa d'Africa 2019                                              | -                                                                      | 60’                                                                    |
| 17-11-2018                                                             | Bata                                                                   | Guinea Equatoriale                                                     | 0 – 1                                                                  | Senegal                                                                | Qual. Coppa d'Africa 2019                                              | -                                                                      | 55’                                                                    |
| 23-3-2019                                                              | Dakar                                                                  | Senegal                                                                | 2 – 0                                                                  | Madagascar                                                             | Qual. Coppa d'Africa 2019                                              | 2                                                                      | 69’                                                                    |
| 16-6-2019                                                              | Ismailia                                                               | Senegal                                                                | 1 – 0                                                                  | Nigeria                                                                | Amichevole                                                             | -                                                                      | 70’                                                                    |
| 23-6-2019                                                              | Il Cairo                                                               | Senegal                                                                | 2 – 0                                                                  | Tanzania                                                               | Coppa d'Africa 2019 - 1º turno                                         | -                                                                      | 83’                                                                    |
| 27-6-2019                                                              | Il Cairo                                                               | Senegal                                                                | 0 – 1                                                                  | Algeria                                                                | Coppa d'Africa 2019 - 1º turno                                         | -                                                                      |                                                                        |
| 1-7-2019                                                               | Il Cairo                                                               | Kenya                                                                  | 0 – 3                                                                  | Senegal                                                                | Coppa d'Africa 2019 - 1º turno                                         | -                                                                      | 74’                                                                    |
| 5-7-2019                                                               | Il Cairo                                                               | Uganda                                                                 | 0 – 1                                                                  | Senegal                                                                | Coppa d'Africa 2019 - Ottavi di finale                                 | -                                                                      | 85’                                                                    |
| 10-7-2019                                                              | Il Cairo                                                               | Senegal                                                                | 1 – 0                                                                  | Benin                                                                  | Coppa d'Africa 2019 - Quarti di finale                                 | -                                                                      | 64’                                                                    |
| 14-7-2019                                                              | Il Cairo                                                               | Senegal                                                                | 1 – 0 dts                                                              | Tunisia                                                                | Coppa d'Africa 2019 - Semifinale                                       | -                                                                      | 63’                                                                    |
| 19-7-2019                                                              | Il Cairo                                                               | Senegal                                                                | 0 – 1                                                                  | Algeria                                                                | Coppa d'Africa 2019 - Finale                                           | -                                                                      | 85’                                                                    |
| 13-11-2019                                                             | Thiès                                                                  | Senegal                                                                | 2 – 0                                                                  | Rep. del Congo                                                         | Qual. Coppa d'Africa 2021                                              | -                                                                      | 84’                                                                    |
| Totale                                                                 |                                                                        | Presenze                                                               | 23                                                                     |                                                                        | Reti                                                                   | 4                                                                      |                                                                        |

## Palmarès

### Club
- Supercoppa italiana: 1

Milan: 2016
- Coppa di Francia: 1

Rennes: 2018-2019